# National Transportation Safety Board
Narodowa Rada Bezpieczeństwa Transportu, NTSB (ang. National Transportation Safety Board) – amerykańska, rządowa, niezależna organizacja, zajmująca się badaniem wypadków: lotniczych, drogowych, wodnych i kolejowych w Stanach Zjednoczonych. Organizacja ta jest utrzymywana przez Kongres Stanów Zjednoczonych.